# Observatoire de la discrimination génétique
 (juin 2020).
L'Observatoire de la discrimination génétique (ODG) est un réseau international de chercheurs et autres parties prenantes basé à Montréal visant à promouvoir la recherche et la prévention de la discrimination génétique(en) (DG),,, communément définie comme la discrimination basée sur de l'information génétique ou autres données prédictives de santé. L'ODG est actuellement basé au Centre de génomique et politiques de l'Université McGill à Montréal, Canada.

## Chercheurs et sources de financement
Les chercheurs participants à l'ODG proviennent de 19 juridictions et de différents domaines de pratique incluant la génétique, l'éthique, le droit, la sociologie et la politique publique,,. L'ODG a reçu un financement initial de Génome Canada, de Génome Québec, du Fonds de recherche du Québec – Santé et du Réseau de médecine génétique appliquée (RMGA).

## Projets

### Forum québécois sur la discrimination génétique
En 2018, l'ODG lance son premier projet le "Forum québécois sur la discrimination génétique" au Québec,,.

### Cartes du monde
L'ODG présente de l'information sur la discrimination génétique, incluant des études empiriques et des modèles de politiques publiques pour protéger les personnes vulnérables,,.

### Signalement de cas
L'ODG offre aussi aux résidents du Canada et des États-Unis de signaler de manière confidentielle des cas de discrimination génétique ou de discrimination basée sur l'état de santé,.